# كالشتاد
كالِشتاد ؛ كالِستاد ( تُلفظ بالألمانية: [ˈkalʃtat] ، الإنجليزية: Kallstadt) هي قرية في أقليم بالاتينات، وجزءاً من ولاية راينلاند بالاتينات ألمانية. خلال القرن التاسع عشر، كانت جزءًا من مملكة بافاريا. اكتسبت اهتمام وسائل الإعلام الدولية باعتبارها موطن أجداد عائلات هاينز وترامب، وهما عائلتان تجاريتان وسياسيتان بارزتان في الولايات المتحدة.

## جغرافيا

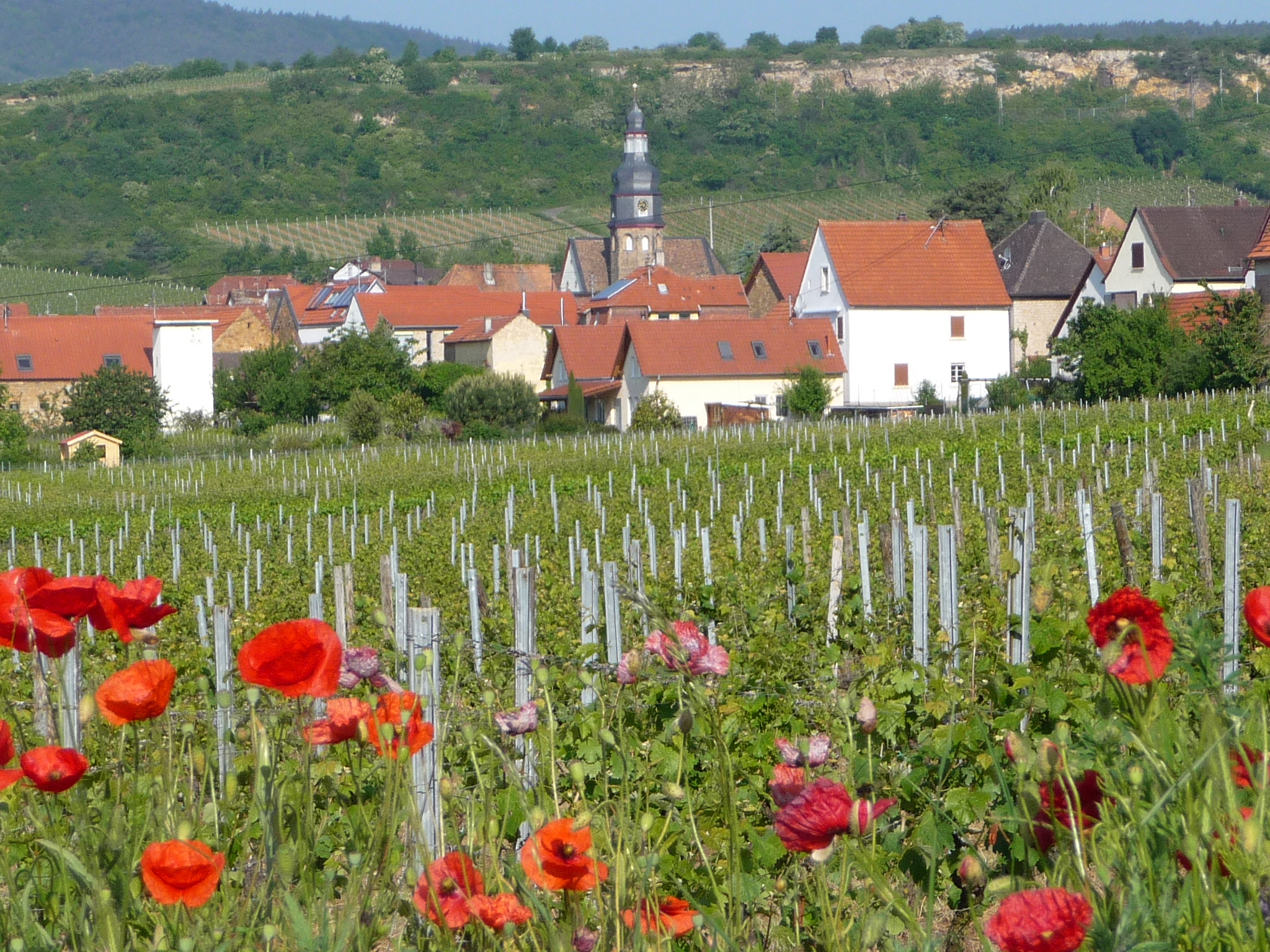
زراعة النبيذ في كالشتات ، 2014.

نقع كالشتاد على طريق النبيذ الألماني.
القرية التي يبلغ عدد سكانها 1200 نسمة تقع في منطقة يزدهر اقتصادها، حيث تحتوي على مطاعم تتسع لما يصل 2000 ضيف وفنادق تصل لـ 400 سرير. ومن بين السياح أمريكيون من قاعدة رامشتاين الجوية.

## التاريخ
كان الطريق الروماني القديم يربط ألزاس الفرنسية ومجتمع ويسيمبورغ بـ راينلاند الألمانية ؛ وكان الاستيطان المبكر بها مزدهرة في العصر الروماني. هناك العديد من الاكتشافات الأثرية دليلاَ على الاستيطان من قبل التجار والفيالق السابقين وكذلك زراعة العنب التي تعود إلى 79 قبل الميلاد حتى 383 ميلادي. نشأت عشيرة الفرنجة حوالي 500 و وأصبح زعيمها تشاجيلو يحمل أسم القرية.
في عام 824 ، ذُكرت كالشتاد لأول مرة في السجلات باسم كاخلستاد. كانت في الأصل قرية إمبراطورية، ثم انتقلت لاحقًا إلى مقاطعة بفينجين (هومبورغ). من عام 1321 تم عقدها كإقطاعية من قبل فرسان مونفورت، ثم من 1451 حتى حوالي 1551 من قبل بيت جليكن فون ليشتنبرغ. منذ ذلك الحين وحتى عام 1794 ، كانت كالشتاد تابعة لممتلكات بيت لينينجن بصفتها إقطاعية انتخابية بالاتينات.
لم تتم استعادة الإمبراطورية الرومانية المقدسة ولا بالاتينات الانتخابية في مؤتمر فيينا عام 1815. أصبحت ألمانيا اتحادًا كونفدراليًا واسعاً، من الدول التي تهيمن عليها النمسا وبروسيا، وكلاهما ضمت معظم الأراضي الألمانية المتبقية من نهر الراين. خضعت كالشتاد للحكم النمساوي، لكن النمسا سرعان ما تبادلت المنطقة مع مملكة بافاريا في عام 1816. بعد هذه الاتفاقية، كانت كالشتاد تابعة لبافاريا، التي انضمت إلى الإمبراطورية الألمانية في عام 1871.
ظلت بالاتينات (الغربية) ، بما في ذلك كالشتاد ، بافاريا حتى نهاية الحرب العالمية الثانية، عندما أعيد تنظيم الولايات الألمانية رسميًا بعد أن أصبحت شبه منتهية في ظل الحُكم النازي، عندما كانت كالشتاد تنتمي إلى غاو ويستمارك. تم فصل بالاتينات عن بافاريا في عام 1946 وأصبحت جزءًا من ولاية راينلاند بالاتينات الجديدة ، وهي الدولة المؤسسة لجمهورية ألمانيا الاتحادية. فشل استفتاء لاستعادة اتحاد بالاتينات وبافاريا في عام 1956 ، ولا تزال كالشتاد تنتمي إلى راينلاند بالاتينات.

### عائلات هاينز وترامب
كالشتاد هي موطن أجداد أسلاف المهاجرين لعائلتي هاينز وترامب في الولايات المتحدة. العائلتان متصلتان، أقامت عائلة ترامب في كالشتات منذ القرن السابع عشر.
في عام 2015 ، أنتجت المخرجة سيمون ويندل، وهي من كالشتاد (ويرتبط عن بعد بعائلة ترامب) ، فيلمًا وثائقيًا بعنوان ملوك كالشتاد. يستكشف الفيلم العلاقة بين السكان المحليين وأقاربهم البارزين في الولايات المتحدة. أظهر ويندل تقاليد صناعة النبيذ وتذوق طعامه القوي والطويل الأمد في كالشتاد. وتشير إلى أن السكان المحليين لديهم تقدير أكبر لعائلة هاينز، لأن منتجهم الرئيسي كان التوابل العملية، وهو أقل تجريدًا من أعمال ترامب العقارية. يتذكر السكان المحليون بإيجابية استقبال ثقة هاينز لوفد كالشتات. قدمت عائلة هاينز مؤخرًا تبرعًا كبيرًا ( 40 ألف يورو ) لتجديد العضو في الكنيسة المحلية، سانت سالفاتور، بينما لم يساهم دونالد ترامب في هذا المشروع. أجرت ويندل مقابلة مع دونالد ترامب في نيويورك وأظهر وفد كالشتاد في موكب Steuben Day. أطال ترامب المقابلة في الوقت المحدد مسبقًا ووعد بزيارة كالشتاد.
بدأ الاهتمام الإعلامي بـ كالشتات لعام 2016 في منتصف الليل بعد إعلان انتخاب ترامب. كان رد الفعل المحلي مختلطًا. لا يهتم السكان بالمدينة كوجهة لمحبي ترامب ؛ السياحة المحلية مزدهرة بالفعل. دكرت دويتشه فيله: «اعتاد القرويون الحصول على رأي أفضل عن دونالد ترامب قبل أن يبدأ حملته الصاخبة».

## أعلام ومشاهير
- فيلهلم هاينريش فون كروزر(1740–1794) ، فقيه ألماني ورئيس المحكمة [8]
- يوهان هاينريش هاينز، والد رجل الأعمال الأمريكي في صناعة الأغذية هنري جيه. هاينز ، مؤسس شركة هاينز HJ Heinz
- فريدريك ترامب ، رجل أعمال ألماني أمريكي، جد الرئيس الأمريكي دونالد ترامب
- إليزابيث ترامب ، سيدة أعمال ألمانية أمريكية، وزوجة فريدريك ترامب وجدة دونالد ترامب
- دونالد ترامب ، رجل أعمال والرئيس للولايات المتحدة سابقا.

## روابط خارجية
</img>
- صفحة الويب الرسمية للبلدية باللغة الألمانية
- Brulljesmacher Kallstadt ، الموقع الإلكتروني لـ Landjugend في Kallstadt (الألمانية)
- ملوك كالشتاد ، موقع فيلم (ألماني وإنجليزي)